# 陇右道
陇右道，是唐朝的一个道，为贞观十道之一。辖境包含今甘肃和新疆地区。

## 所辖州
- 秦州，治所成紀縣，辖6县
- 河州，治所枹罕縣，辖3县
- 渭州，治所襄武縣，辖4县
- 鄯州，治所湟水縣（今青海省海东市乐都区），辖3县
- 兰州，治所金城縣，辖2县
- 临州，治所狄道縣，辖2县
- 階州，治所將利縣，辖3县
- 洮州，治所臨潭縣，辖1县
- 岷州，治所溢樂縣，辖3县
- 廓州，治所廣威縣，辖3县
- 疊州，治所合川縣，辖2县
- 宕州，治所怀道縣，辖2县
- 涼州，治所姑臧縣，辖5县
- 沙州，治所敦煌縣，辖敦煌县、寿昌县2县。
- 瓜州，治所晉昌縣，辖2县
- 甘州，治所張掖縣，辖2县
- 肃州，治所酒泉縣，辖3县
- 伊州，治所伊吾縣，辖伊吾县（今哈密）、柔远县（今沁城）、纳职县（今四堡）3县。
- 西州，治所前庭县，辖5县
- 庭州，治所金满县，辖金满县、蒲类县（后庭县）、轮台县3县。762年增设西海县。
- 安西都护府，治所龟兹镇。